# ميزان الرحمن أزهري
ميزان الرحمن أزهري ((بالبنغالية: মিজানুর রহমান আজহারী)) (ولد في 26 يناير 1990) هو عالم وداعية وواعظ إسلامي بارز في بنغلاديش.

اكتسب شعبية كبيرة من خلال دروسه ومحاضراته الدينية، كما أن له مناظرات متعددة.

## حياته المبكرة وتعليمه
ولد في ضواحي دكا لوالد يعمل مدرسا للتربية الإسلامية وأم ربة منزل، وحصل على الشهادة الثانوية الدينية العليا ""عالم"" من مدرسة محلية عام 2006.
حصل على المركز الأول في اختبار المنحة الذي نظمه الأزهر للطلبة في بنغلاديش عام 2007.
سافر إلى مصر عام 2008 ودرس في جامعة الأزهر التفسير وعلوم القرآن وتخرج عام 2016.
درس الماجستير والدكتوراة في الجامعة الإسلامية العالمية في ماليزيا، وكان موضوع رسالة الماجستير : علم الأجنة البشري في القرآن الكريم. وموضوع أطروحته للدكتوراه: الخصائص السلوكية البشرية في القرآن الكريم: دراسة تحليلية.

## حياته العملية
بدأ حياته العملية كمنشد وقارئ للقرآن الكريم عام 2010 وبها كان أول ظهور له في قناة محلية بنغالية.
في عام 2015 بدأ نشاطه الدعوي في الخطب والمحاضرات الدينية، وقدم برامج متعددة في القنوات البنغالية. حاز على شعبية كبيرة بين الشباب المسلمين في بنغلاديش بفضل أسلوبه المعاصر وبساطة تفسيره للقرآن والحديث وقد يحضر أناس من ديانات مختلفة خطبه ويعتنقون الإسلام من خلالها.
في 2020 تم حظر بعض محاضراته بسبب تصريحاته المناهضة للحكومة.
غادر إلى ماليزيا في 29 يناير 2020 بسبب مخاوف أمنية.
في أكتوبر 2021، مُنع من دخول المملكة المتحدة بسبب اتهام البريطانيين له بإثارة الكراهية الدينية.
في أغسطس 2023 حاولت جماعات مناهضة للإسلام منعه من حضور مؤتمر إسلامي في الولايات المتحدة بسبب مواقفه المتشددة مع حقوق الفلسطينيين في فلسطين ومعاداته للصهيونية متهمة إياه بالتطرف ونشر الكراهية.
عاد إلى بنغلاديش في 2 أكتوبر 2024.

 